# Tabaí
Tabaí là một đô thị thuộc bang Rio Grande do Sul, Brasil. Đô thị này có diện tích 94,755 km², dân số năm 2007 là 4046 người, mật độ 42,7 người/km².